# Revelstoke-Talsperre
Die Revelstoke-Talsperre ist eine große Talsperre mit einem Wasserkraftwerk am Columbia River und liegt fünf Kilometer nördlich von Revelstoke in der kanadischen Provinz British Columbia. Das Kraftwerk wurde 1984 fertiggestellt und hat eine Generator-Nennleistung von 1843 MW. Es ist eine der größten und modernsten Wasserkraftanlagen in Nordamerika. Der Stausee hinter dem Absperrbauwerk heißt Lake Revelstoke. Die Talsperre wird von BC Hydro betrieben.

## Der Columbia-River-Vertrag
Dem Bau des Kraftwerks liegt ein Vertrag von 1964 zwischen den USA (wohin der Strom geliefert wird) und Kanada zugrunde (der „Columbia River Treaty“). Die Revelstoke-Talsperre ist Kanadas zweites Wasserkraftprojekt am Columbia River und eine von vier Talsperren in British Columbia, die den Abfluss des Columbia regulieren. Die drei anderen sind Mica, Hugh Keenleyside und Duncan. Sie alle wurden aufgrund des Vertrags von 1964 errichtet; einer anderen Quelle zufolge fällt Revelstoke nicht unter den Vertrag. Der Vertrag regelt auch den Hochwasserschutz und unterstützt das Potential für die Nutzung der Wasserkraft in den USA. Die Talsperre ist auch für Flutwellen bemessen, die durch potentielle Erdrutsche und Felsstürze entstehen könnten.

## Die Absperrbauwerke
Die Talsperre hat als Absperrbauwerk eine 175 m hohe Beton-Gewichtsstaumauer im Little-Dalles-Canyon und zusätzlich einen 122 m hohen Erdschüttdamm am Westufer des Flusses.

## Das Kraftwerk
Das Krafthaus steht direkt unter der Staumauer. Es hat vier 16-kV-Generatoren mit einer Nennleistung von je 460,75 MW, welche seit 1984 in Betrieb sind. Die an das 500-kV-Stromnetz angeschlossene Anlage ist für den Betrieb von maximal sechs Turbinen ausgelegt, die fünfte Turbine soll nach Aussagen des Betreibers Anfang 2011 in Betrieb gehen. Die augenblickliche Nennleistung ist demnach 1843 MW; sie könnte auf 2764,5 MW erhöht werden. Die alternativ angegebene Leistung von 1980 Megawatt bezieht sich wahrscheinlich auf die Leistung der Turbinen. Nachdem die neue Turbine installiert war, stieg die Leistung nach offiziellen Angaben bis 2480 MW. Die Maschinen gehören zu den größten, die es gibt. Das Krafthaus ist 213 m lang, 50 m breit und 60 m hoch. Das Kraftwerk bietet den Besuchern ein Informationszentrum zur Geschichte des Dammes mit zahlreichen Informationen zu dessen Aufbau und Wirkungsweise. Des Weiteren werden Führungen veranstaltet, die jedoch nicht das Betreten der Turbinenhalle ermöglichen.

## Der Stausee
Der Stausee ist in nördlicher Richtung 135 km vom Mica-Staudamm entfernt. Er liegt unterhalb von Mica an der Station „Meile 882“, ist ca. 130 km lang und reicht bis an die Mica-Talsperre heran. Beide Talsperren werden zusammen im Verbund betrieben. Drei Viertel des Zuflusses sind regulierte Abflüsse von Mica, und deshalb operiert das Revelstoke-Kraftwerk als ein Laufwasserkraftwerk und weniger als Speicherkraftwerk. Die normalen Wasserspiegeländerungen im Reservoir betragen nur 4,5 Meter.